# Nhóm trường âm nhạc ở Bydgoszcz
Nhóm các trường âm nhạc Arthur Rubinstein là một hiệp hội của các trường âm nhạc giáo dục tiểu học và trung học, nằm trong tòa nhà ở số 1 đường Szwalbego, Bydgoszcz, Ba Lan

## Lịch sử
Năm 1921, trường âm nhạc tư nhân Ba Lan đầu tiên đã được thành lập tại Bydgoszcz, bởi Leon Jaworski, một nhạc trưởng đã học tại Regensburg. Trường được tổ chức theo mô hình của nhạc viện Đức, với ba cấp độ giáo dục: sơ đẳng, trình độ cao và tài năng. Vào năm 1936, trường được Bộ Tôn giáo và Khai sáng Công cộng cấp phép, nhưng phải ngừng hoạt động vì sự bùng nổ của Thế chiến II.
Năm 1927, Học viện âm nhạc thành phố được tổ chức lại dưới sự lãnh đạo của giáo sư Zdzislaw Jahnke, và đổi tên thành Nhạc viện thành phố, với các quyền của trường công lập; mặc dù là một trường tư thục, nó đã được Hội đồng thành phố Bydgoszcz trợ cấp một phần. Việc giảng dạy cho nhiều học sinh (160 học sinh vào năm 1927) từ năm 1927 đến 1938 đã được thực hiện trong một tòa nhà thuê ở số 14, đường Piotra Skargi, và sau đó tại số 71, đường Gdańska. Trường Âm nhạc tổ chức tại các khoa:
- Lý thuyết âm nhạc,
- Sáng tác,
- Đàn piano
- Nhạc cụ
- Hát,
- Nhạc phụng vụ
- Đàn organ
- Hội thảo sư phạm.

## Địa điểm
Những trường âm nhạc Bydgoszcz được đặt trong hai tòa nhà riêng biệt  tại:
- Số 1 Đường Szwalbego, ngay gần tòa nhà Pomeranian Philharmonic, tòa nhà chính của Học viện âm nhạc Bydgoszcz và Đài phát thanh Kuyirl Pomerania của Ba Lan. Nó bao gồm các lớp học cá nhân và nhóm, lý thuyết âm nhạc và nhịp điệu. Tòa nhà cũng tổ chức các lớp học giáo dục phổ thông tiểu học và trung học, cùng với phòng tập thể dục và văn phòng hành chính.
- Số 71 đường Gdańsk, bao gồm các lớp học piano, hát, đàn hạc và bộ gõ. Nó cũng có một phòng hòa nhạc cho các buổi thử giọng (piano, trống, bass, guitar, đàn hạc và organ).

## Tổ chức
Trường bao gồm:
- Trường Âm nhạc - bằng đầu tiên (khóa học sáu năm);
- Trường Âm nhạc - bằng thứ hai (khóa học sáu năm);
- Trường Âm nhạc Nhà nước - bằng đầu tiên (khóa học sáu năm);
- Trường âm nhạc nhà nước- bằng thứ hai (khóa học sáu năm). Trong khoa thanh nhạc, chuẩn bị cho nghề ca sĩ;
- Lớp học tài năng, thành lập năm 2009. Đối với sinh viên có năng khiếu nâng cao, lớp học này đề xuất khóa học cá nhân và giáo dục đặc biệt từ giáo viên Học viện.

Trường có chương trình giảng dạy về các nhạc cụ sau:
- Bàn phím - piano, organ ống, đàn accordion, đàn clavico;
- Gió - sáo, oboe, clarinet, saxophone, bassoon, kèn, kèn trombone Pháp, tuba;
- Bộ gõ - trống bass, trống lục lạc, kẻng ba góc;
- Chuỗi - violin, viola, cello, bass đôi;
- Guitar và đàn hạc.

## Thi đấu
Trường tổ chức các cuộc thi và lễ hội sau đây:
- Cuộc thi quốc tế dành cho nghệ sĩ piano trẻ Arthur Rubinstein (cứ 2 năm 1 lần, vào tháng 4);[3]
- Cuộc thi Giọng hát Quốc gia Felicja Krysiewicz (hàng năm, vào tháng 5);
- Các cuộc thi Cello quốc gia Zdzisława Wojciechowska (hàng năm, vào tháng Năm).[4]

## Hình ảnh

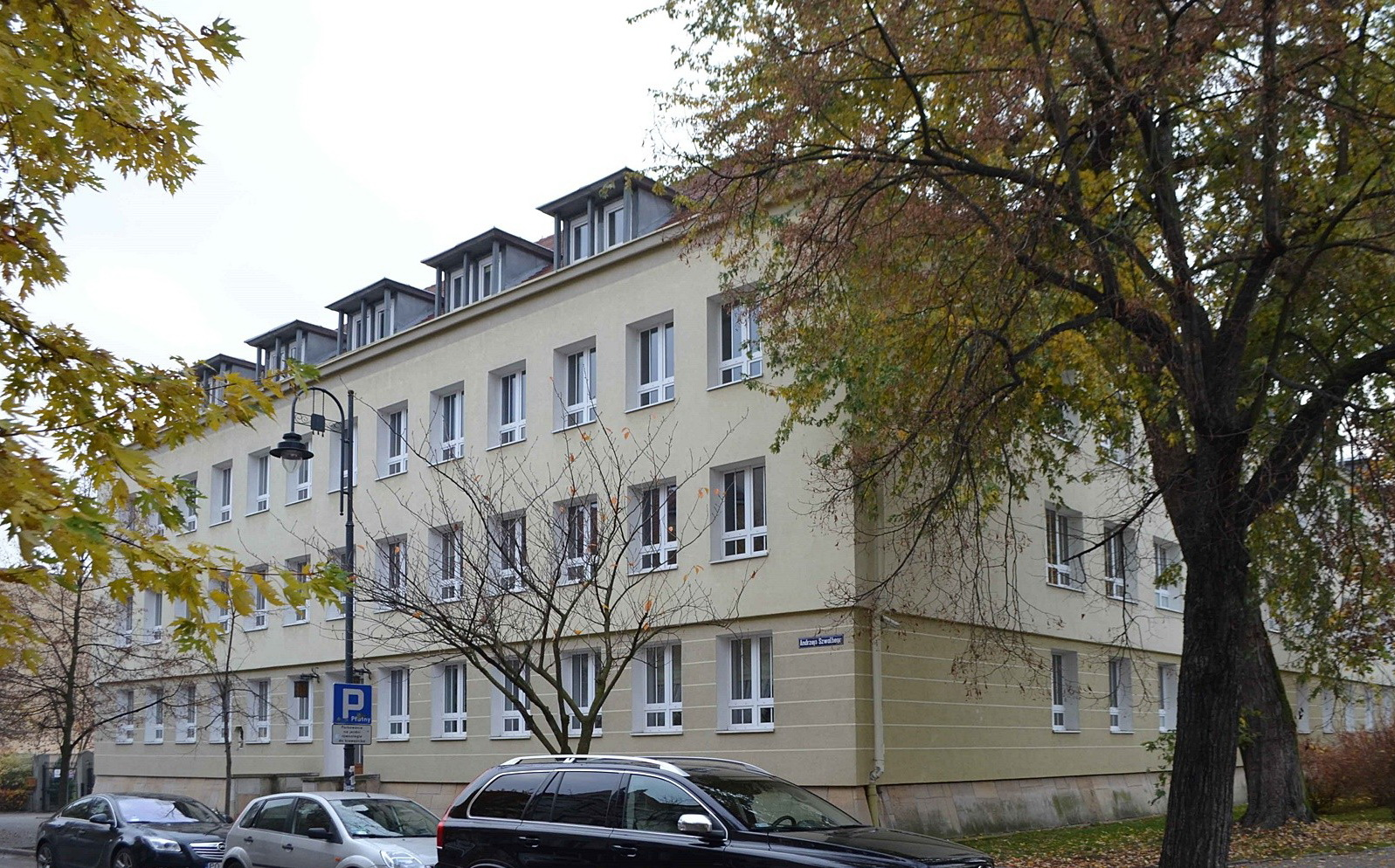
Nhìn từ đường Szwalbego
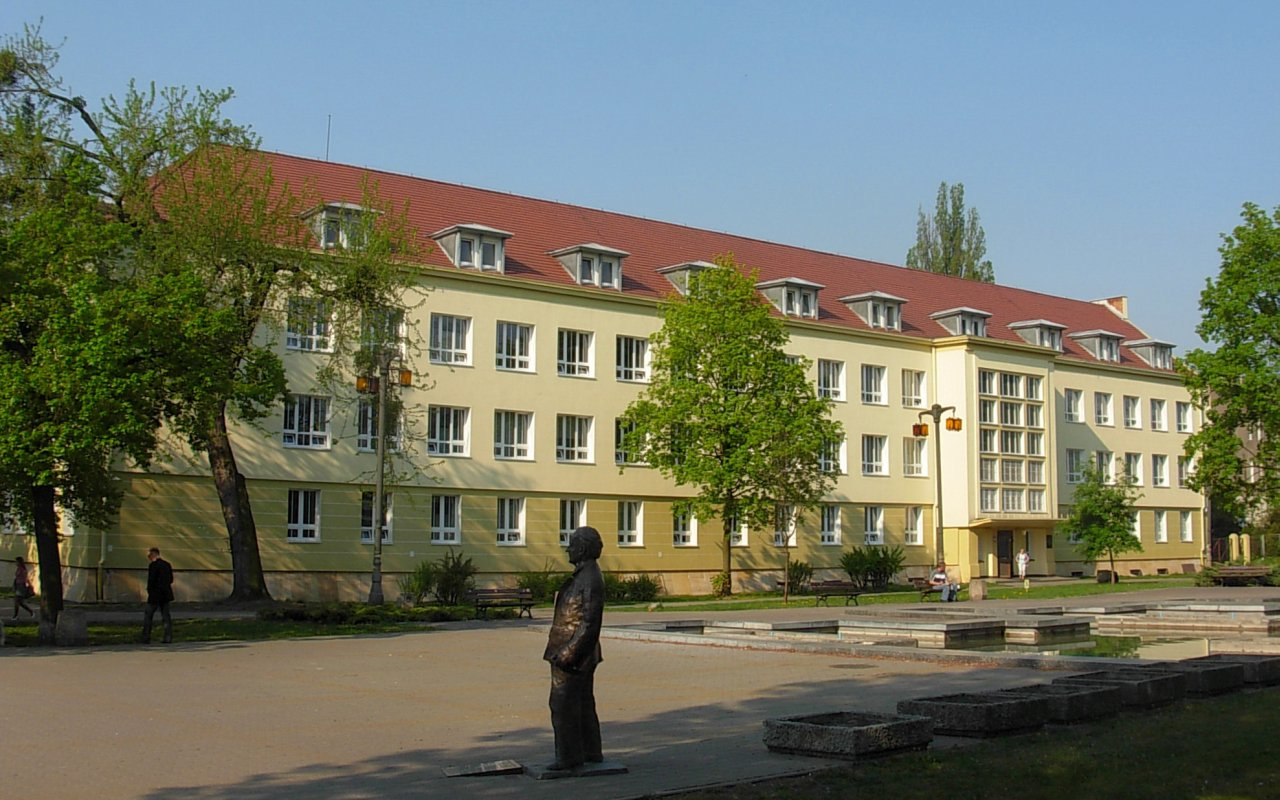
Nhìn từ quảng trường. Tượng Andrzej Szwalbe trên nền trước
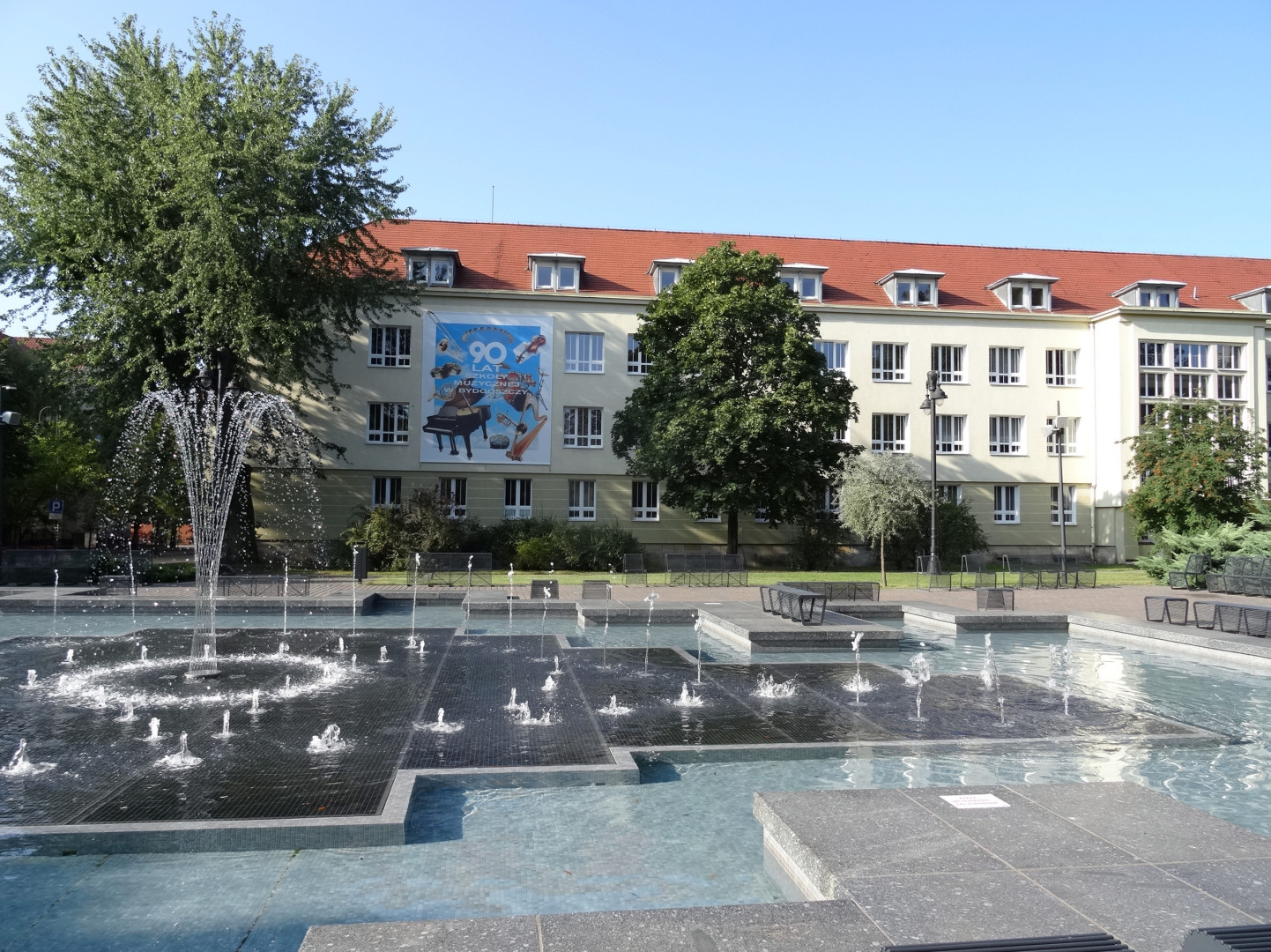
Đài phun nước
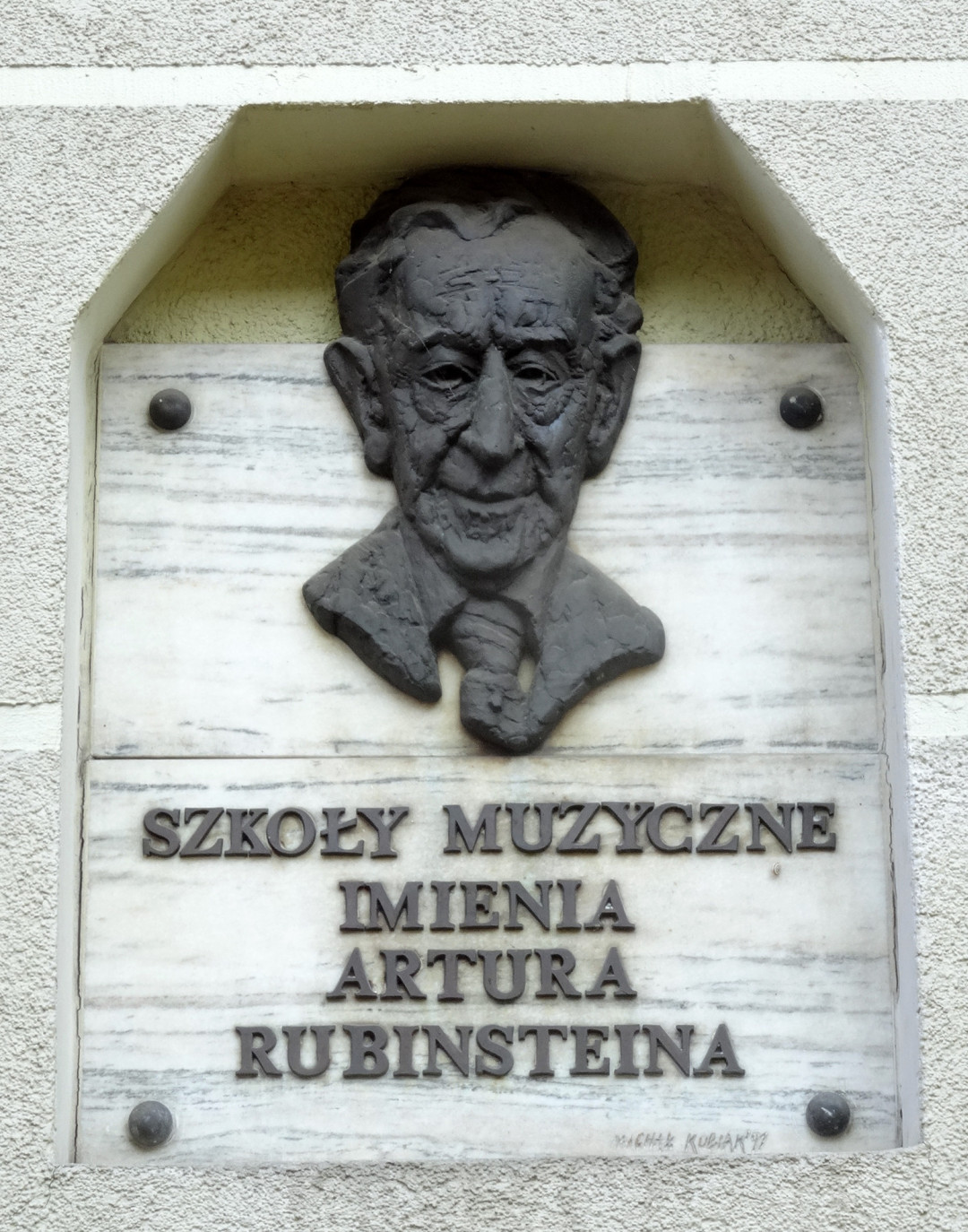
Điêu khắc kỷ niệm trường Artur Rubinstein